# Додо-Гол
До́до-Гол (бур. Доодо гол — «нижняя долина») — улус в Хоринском районе Бурятии. Входит в сельское поселение «Верхнеталецкое».

## География
Расположен на правобережье реки Уда (в 1 км к северу от основного русла), в 83 км к юго-западу от районного центра, села Хоринск, и в 19 км к юго-западу от центра сельского поселения, села Верхние Тальцы, в 5 км к югу от региональной автодороги Р436 (Читинский тракт). Северо-западнее улуса лежит небольшое озеро Додо-Гол (Лесное).

## Население
| 2002 | 2010 |
| ---- | ---- |
| 230  | ↘215 |

## Известные люди
- Дамба Жалсараев (1925—2002) — бурятский советский поэт, министр культуры Бурятии, автор текста гимна Республики Бурятия.
- Светлана Сандакова 1968 г.р. — бурятский учёный, доктор биологических наук, профессор